# Iridosornis rufivertex
Iridosornis rufivertex là một loài chim trong họ Thraupidae.